# 21448 Galindo
A 21448 Galindo (ideiglenes jelöléssel 1998 HE21) a Naprendszer kisbolygóövében található aszteroida. A LINEAR projekt keretében fedezték fel 1998. április 20-án.